# Uitsnede (beeld)
Een uitsnede is het resultaat van het wegsnijden van de buitenste delen van een beeld, bijvoorbeeld een foto, om ongewenste beeldelementen te verwijderen, een andere beeldverhouding te verkrijgen of de compositie te verbeteren, bijvoorbeeld door deze te laten voldoen aan de regel van derden of de diagonaalmethode.
In de analogie fotografie is een uitsnede het vergrote (afgedrukte) deel van een negatief of positief, of ook wel het deel van een fysieke foto dat na het bijsnijden overblijft.
Digitale foto's worden vaak achteraf bewerkt met beeldbewerkingssoftware. Ook hierbij kiest de fotograaf een deel van de foto en behoudt alleen dat gedeelte. Van een panoramische foto selecteert hij bijvoorbeeld alleen het middendeel of bij een portretfoto laat hij een deel van de achtergrondomgeving weg. Op deze wijze zoomt hij als het ware achteraf nog verder in. Dit gaat uiteraard wel ten koste van de resolutie van de foto.
In onderstaand voorbeeld is het rechtergedeelte van de oorspronkelijke foto (links) verwijderd om het gewenste resultaat (rechts) over te houden:

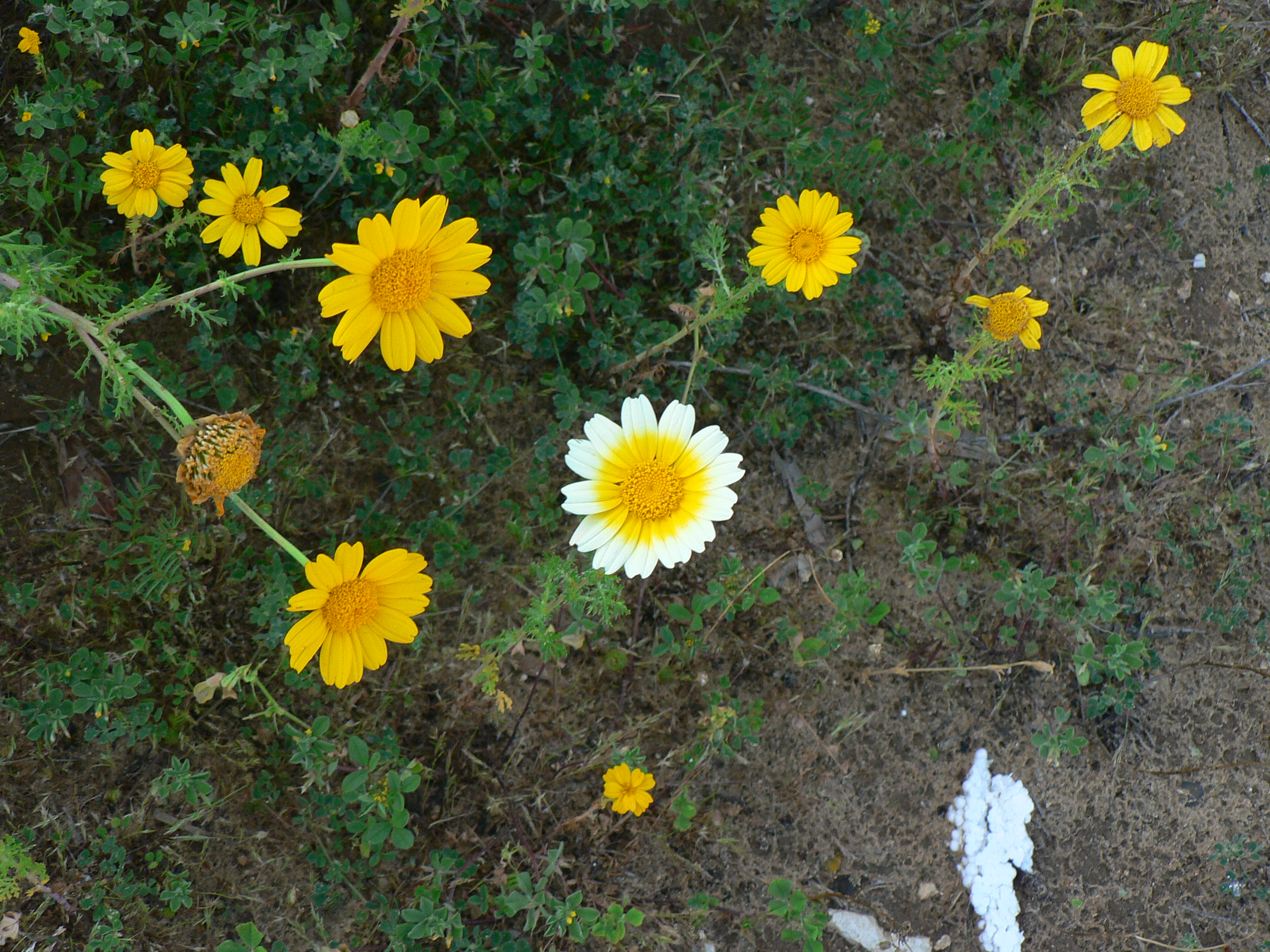
Originele foto
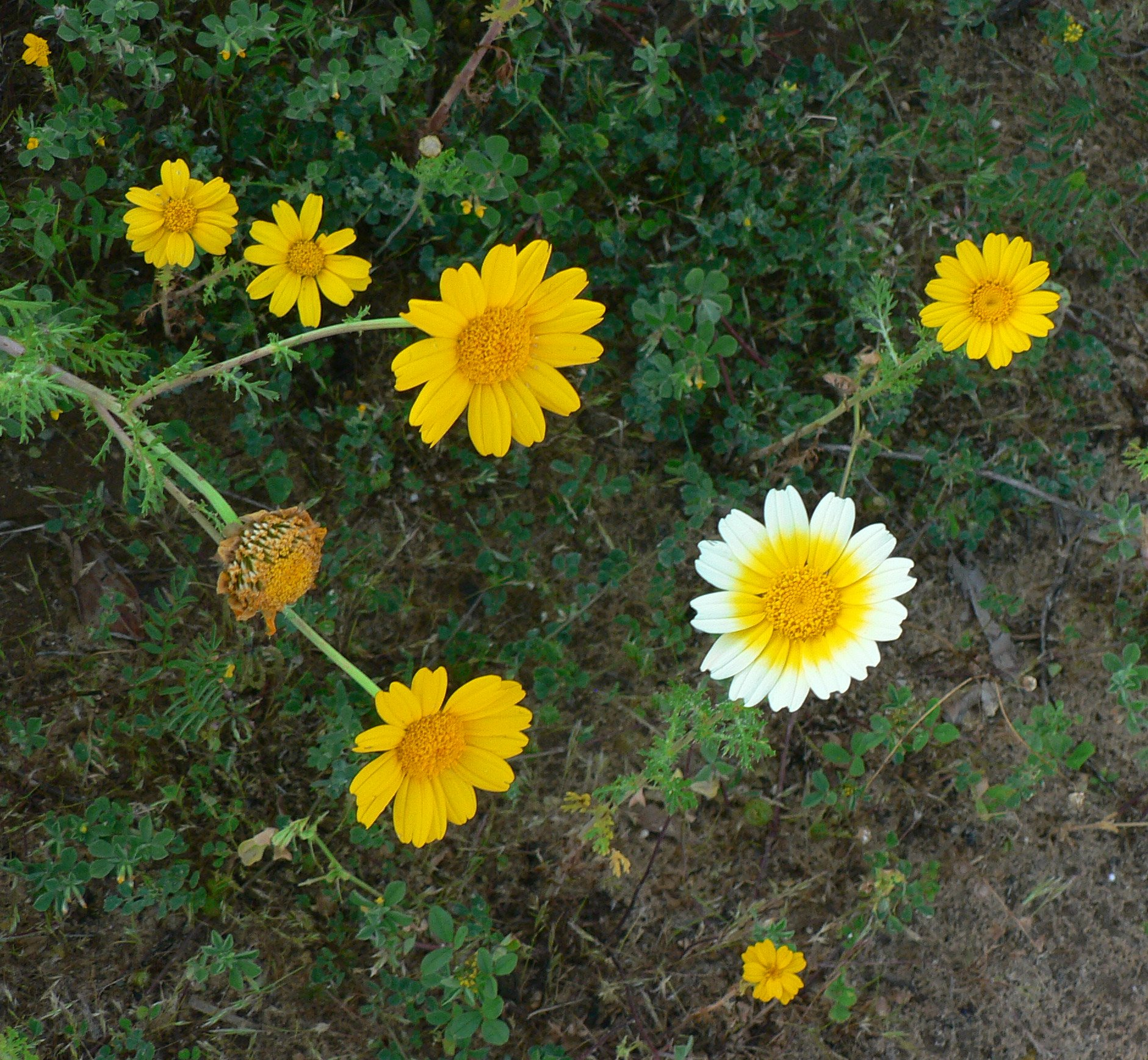
Uitsnede